# Trismeria longipes
Trismeria longipes là một loài dương xỉ trong họ Pteridaceae. Loài này được Diels, C.Chr. mô tả khoa học đầu tiên..
Danh pháp khoa học của loài này chưa được làm sáng tỏ. 